# Qablahat
Qablahat (tiếng tiếng Thổ Nhĩ Kỳ: Kuputulhat, tiếng Ả Rập: قبة الهات, đã Latinh hoá: Kūpūtūlhāt)  hay Qablahat (tiếng Ả Rập: قبلهات, đã Latinh hoá: Kāblāhāt) là một ngôi làng Syria nằm ở phó huyện Salamiyah thuộc huyện Salamiyah, Hama. Theo Cục Thống kê Trung ương Syria (CBS), Qablahat có dân số 1.138 trong cuộc điều tra dân số năm 2004.